# Poieni (Cluj)
Poieni [ˈpoienʲ] (veraltet Sebeșu Mic oder Poeni; ungarisch Kissebes) ist eine Gemeinde im Kreis Cluj in der Region Siebenbürgen in Rumänien.

## Geographische Lage

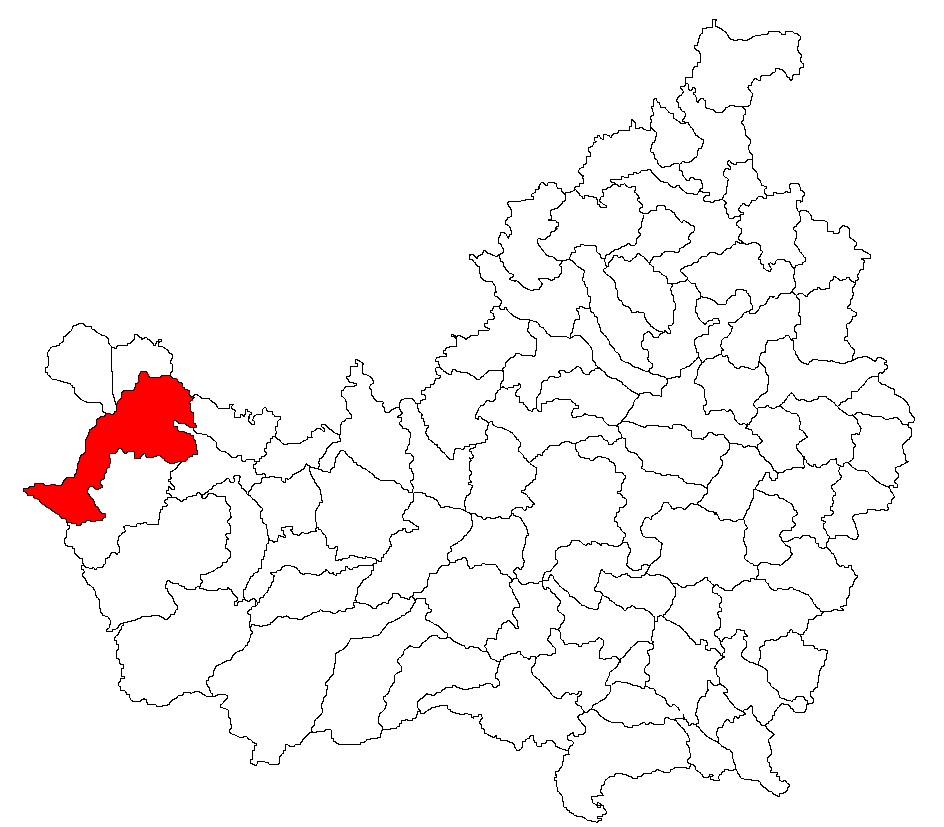
Lage der Gemeinde Poieni im Kreis Cluj

Die Gemeinde Poieni liegt in den Nordostausläufern des Vlădeasa-Gebirges (Munții Vlădeasa), ein Gebirgszug des Apuseni-Gebirges (Munții Apuseni). Am Crișul Repede (Schnelle Kreisch), der Bahnstrecke Oradea–Cluj Napoca und der Nationalstraße 1 – Teilstrecke der Europastraße 60 – befindet sich das langgezogene Straßendorf Poieni im Osten des Kreises Cluj neun Kilometer westlich von der Kleinstadt Huedin und etwa 65 Kilometer nordwestlich von der Kreishauptstadt Cluj-Napoca (Klausenburg).

## Geschichte

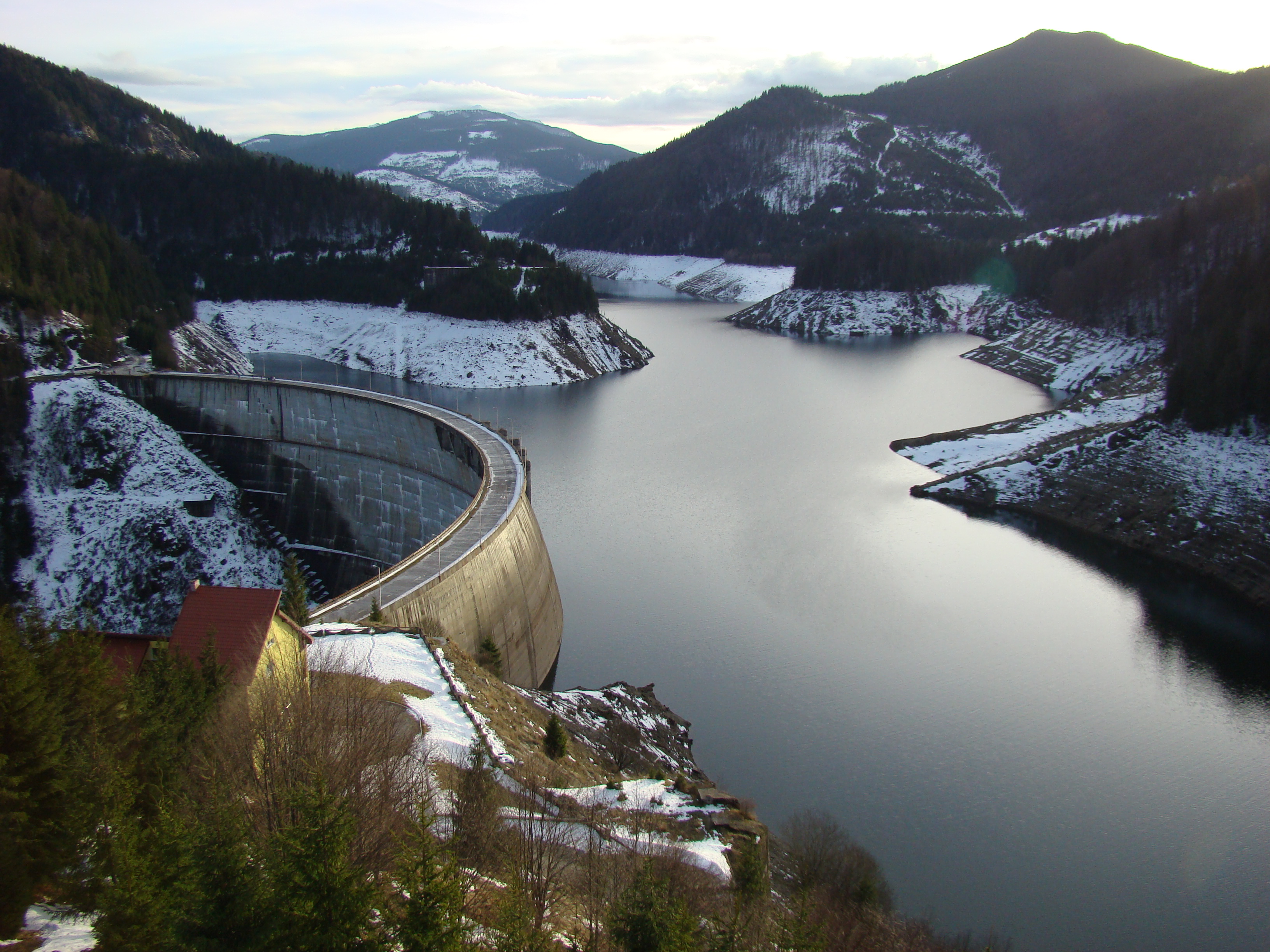
Stausee Drăgan

Poieni wurde 1496 erstmals urkundlich erwähnt und war im Mittelalter ein rumänisches Hörigendorf, welches zur Bologa-Burg (⊙) gehörte.
Auf eine Besiedlung des Areals bis in die Römerzeit zurück, deuten archäologische Funde auf dem von den Einheimischen genannten Bergen Carpin, Cetățuia und Dosul Marcului, letzter auf dem Areal des eingemeindeten Dorfes Hodișu (ungarisch Hodosfalva).
Nach mehreren Zerstörungen Poienis im 16. und 17. Jahrhundert wurde der Ort 1700 erneut besiedelt. Der Ort ist auch wegen der schönen Volkstracht und der Holzschnitzereien bekannt.
Im Königreich Ungarn gehörte die heutige Gemeinde dem Stuhlbezirk Bánffyhunyad in der Gespanschaft Klausenburg, anschließend dem historischen Kreis Cluj und ab 1950 dem heutigen Kreis Cluj an.

## Bevölkerung
Die Bevölkerung der Gemeinde entwickelte sich wie folgt:
| 1850 | 3.042 | 2.976 | 25  | -  | 41             |
| 1930 | 8.652 | 8.314 | 147 | 15 | 176            |
| 1977 | 8.646 | 8.488 | 119 | 4  | 35             |
| 2002 | 5.781 | 5.561 | 29  | 1  | 190            |
| 2011 | 4.842 | 4.445 | 27  | 3  | 367 (Roma 251) |
| 2021 | 4.367 | 3.503 | 2   | 2  | 860            |

Seit 1850 wurde auf dem Gebiet der heutigen Gemeinde Poieni die höchste Einwohnerzahl (8874) und auch die der Magyaren (772) 1941 ermittelt. Die höchste Bevölkerungszahl der Rumänen wurde 1977, die der Roma (273) 2021 und die der Rumäniendeutsche (78) 1900 registriert. Des Weiteren bekannten sich bei einigen Volkszählungen Ukrainer (10; höchste Anzahl 1930) und Slowaken (22; höchste Anzahl 1900).
Die Hauptbeschäftigungen der Bevölkerung sind in den nahgelegenen Steinbrüchen und auch die Holzwirtschaft.

## Sehenswürdigkeiten
- Im Gemeindezentrum Poieni die Türme aus der Römerzeit bei Măgura Sebeșului, Carpen, Cetățuia und ein Römerwall bei Dâmbul Vărădeștilor, stehen unter Denkmalschutz,[6] und die orthodoxe Kirche Ende des 19. Jahrhunderts errichtet.[7]
- Im eingemeindeten Dorf Bologa (ungarisch Sebesvár) die Ruinen einer Burg im 13. Jahrhundert errichtet, stehen unter Denkmalschutz,[6] das Auxiliarkastell Resculum (⊙) eine Wassermühle (⊙) und die orthodoxe Kirche 1929 errichtet.[8]
- Im eingemeindeten Dorf Tranișu (ungarisch Tranyis) die orthodoxe Holzkirche Sfinții Arhangheli Mihail și Gavriil
- Im eingemeindeten Dorf Hodișu (ungarisch Hodosfalva) die orthodoxe Kirche Înălțarea Sfintei Cruci 1936 errichtet.[9]
- Im eingemeindeten Dorf Morlaca (ungarisch Marótlaka) die orthodoxe Kirche 1735 errichtet.[10]
- Der Stausee Drăgan unterhalb des Zusammenflusses des gleichnamigen Flusses mit dem Sebeșel hat eine 120 Meter hohe, 856 Meter lange Bogenstaumauer (⊙) und ist 1985 in Betrieb gegangen. Das Wasserkraftwerk mit den zwei Francis-Turbinen von etwa 146 Megawatt produziert durchschnittlich etwa 200 GWh elektrische Energie pro Jahr.[11]

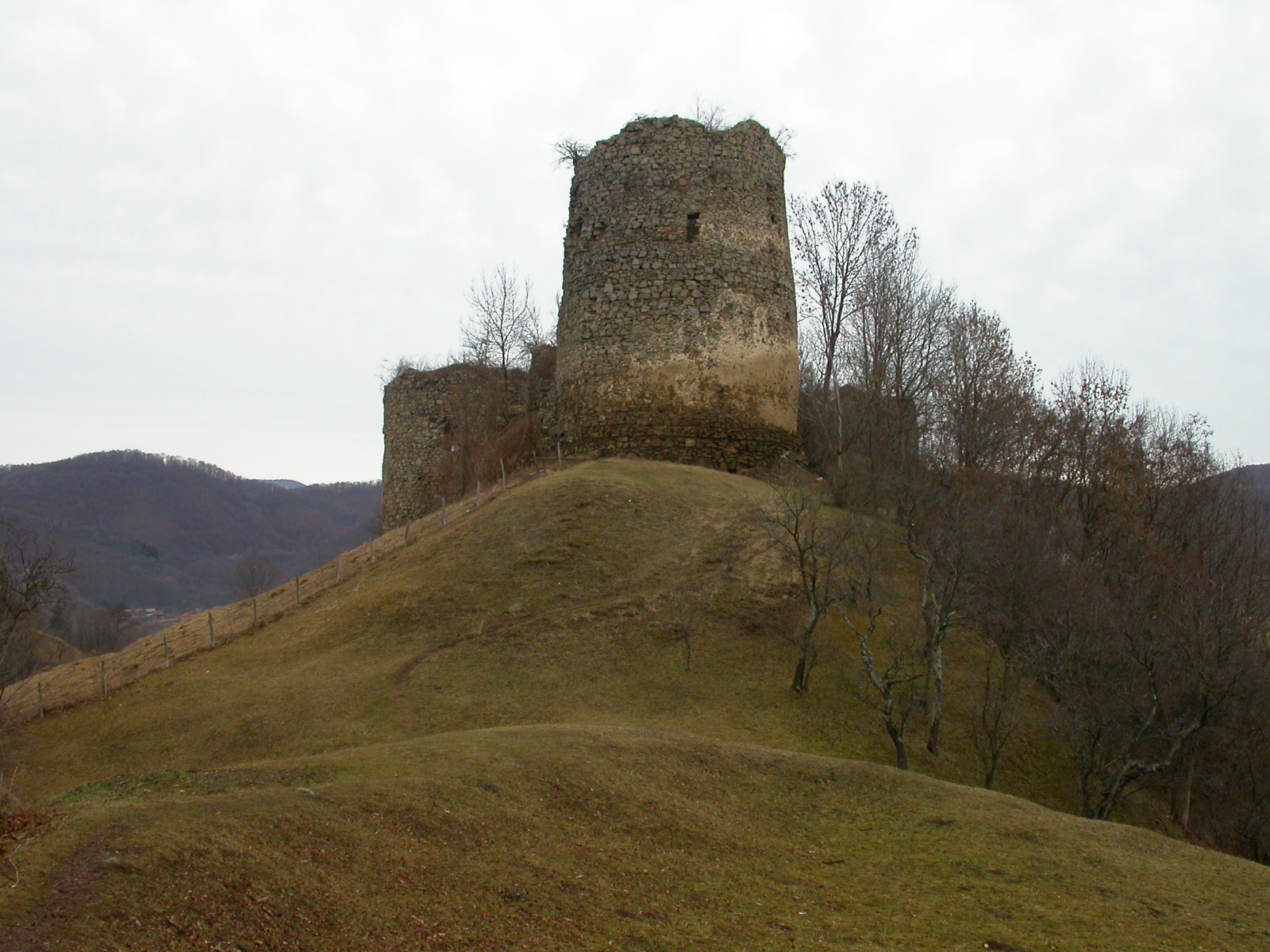
Burgruine in Bologa
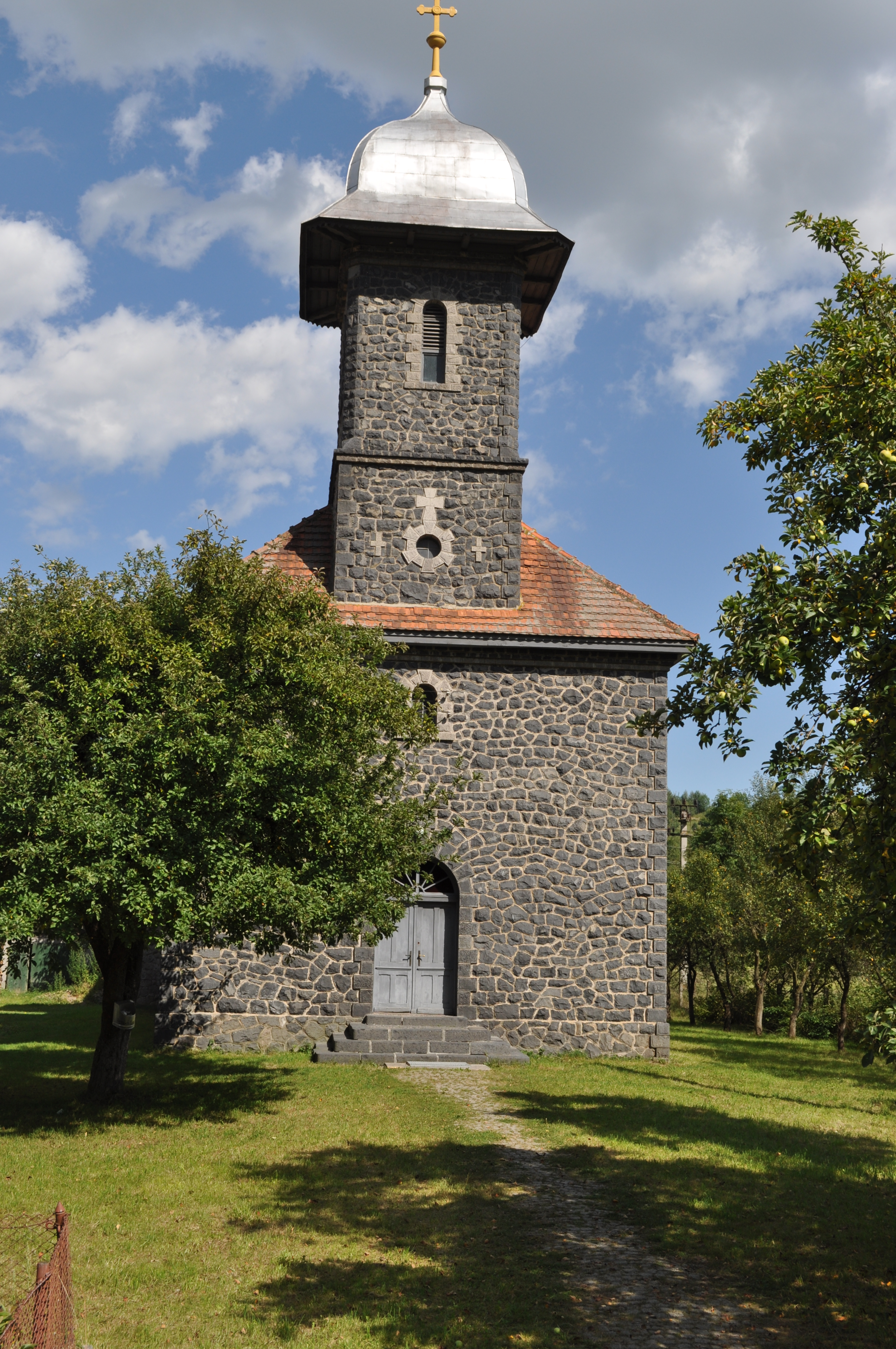
Orthodoxe Kirche in Bologa
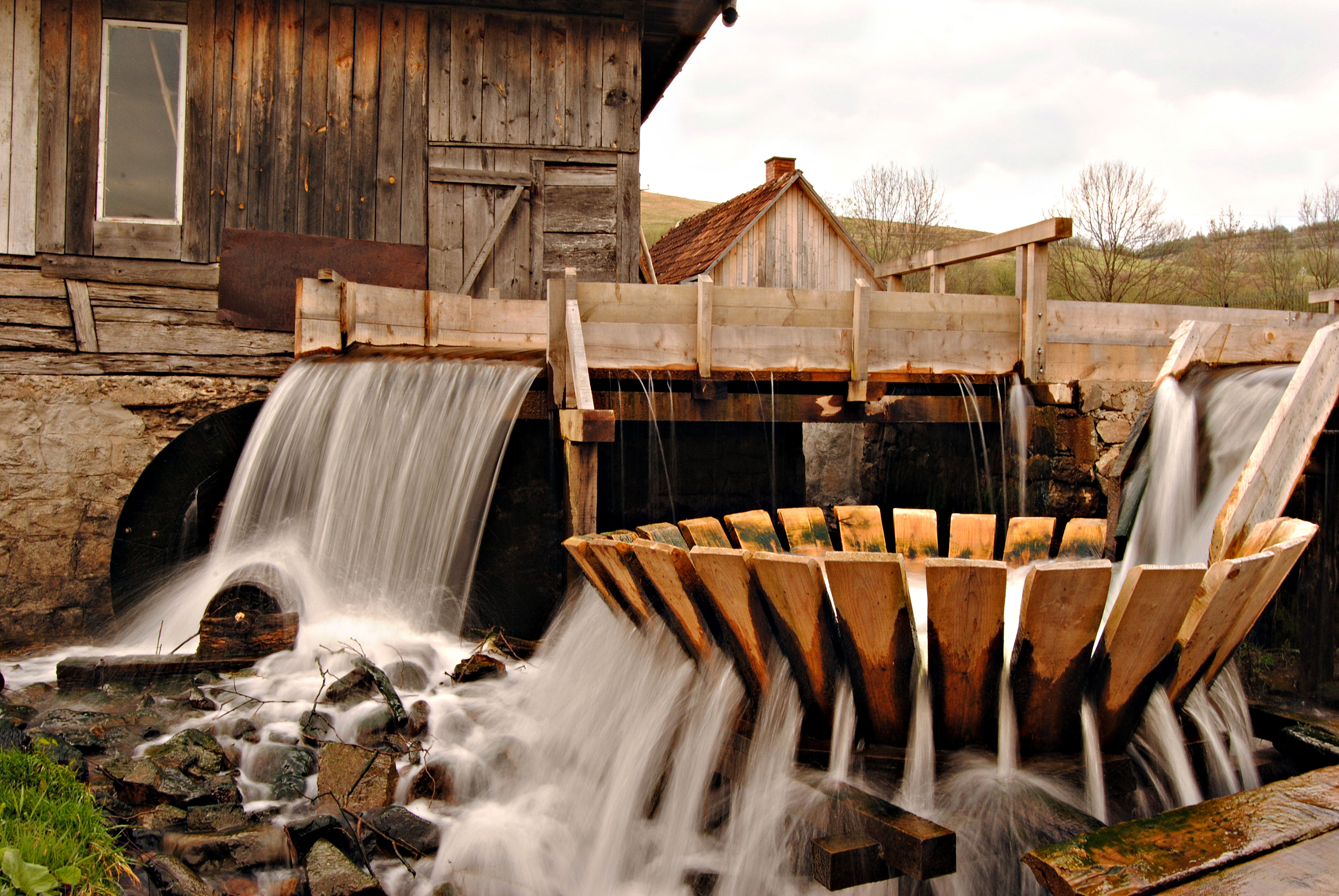
Wassermühle in Bologa
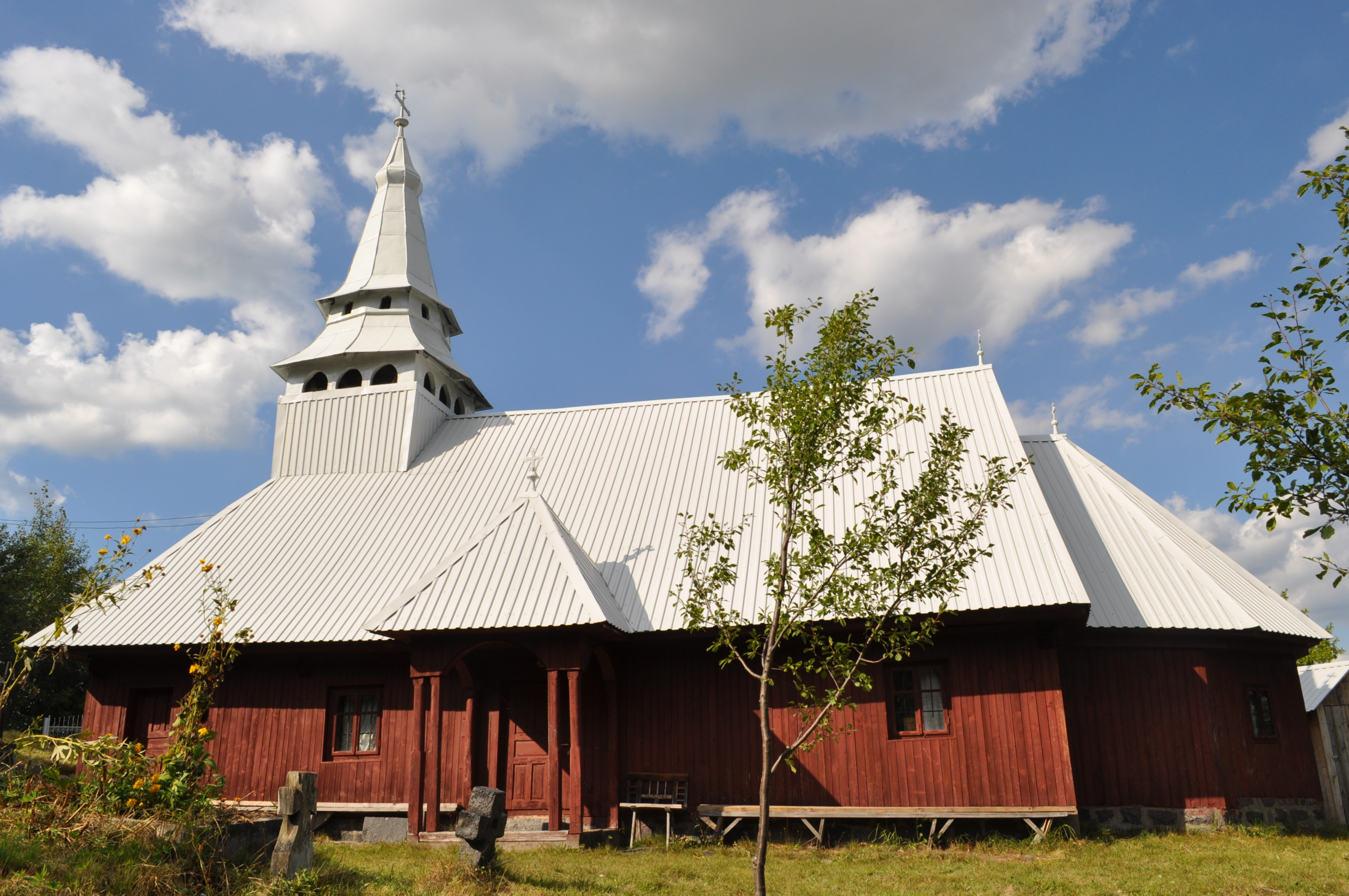
Holzkirche in Tranișu
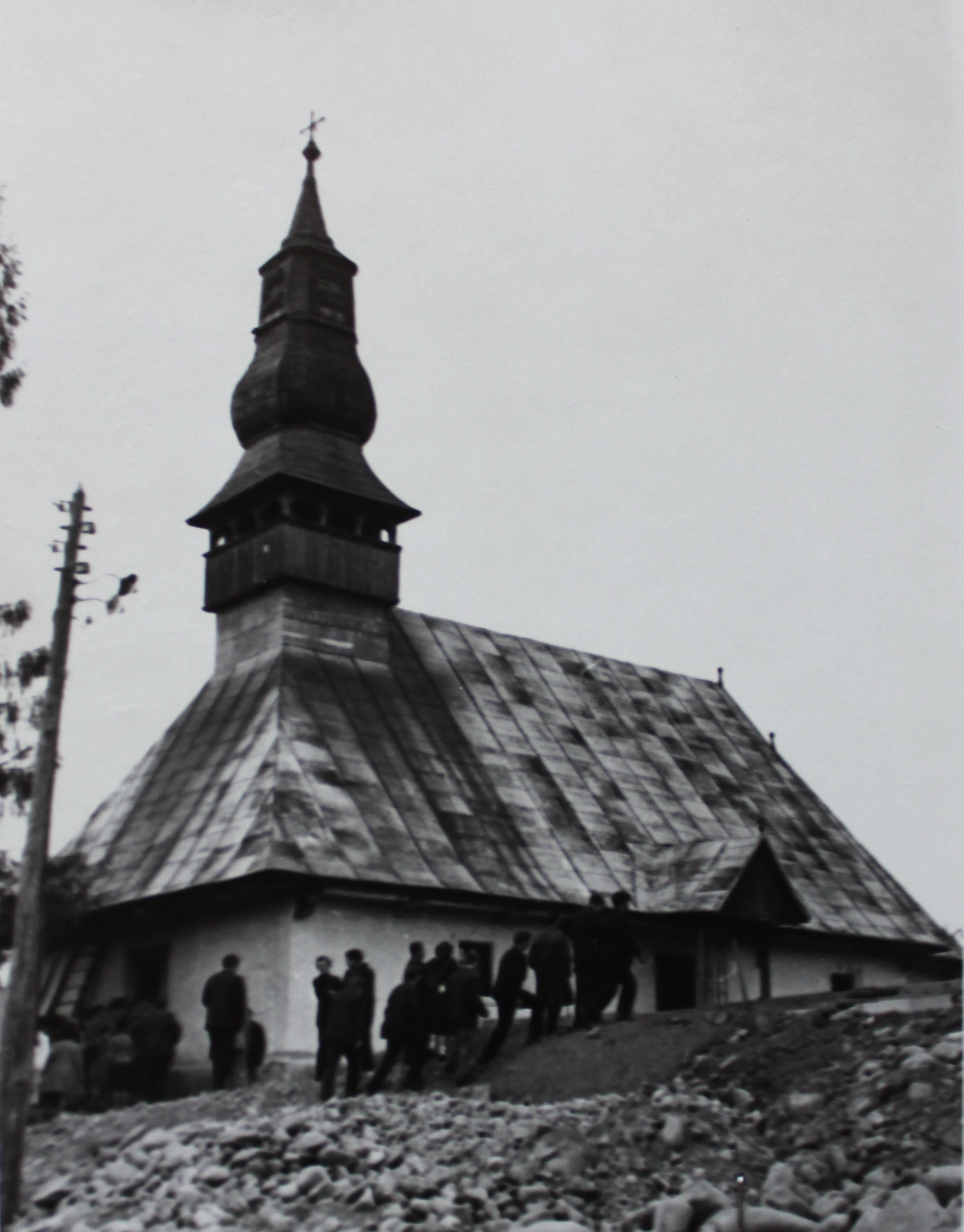
Ehemalige Holzkirche in Valea Drăganului

## Persönlichkeiten
- Alexandru Dejeu (1923–1958), Arzt, Mitglied der PNȚ (Partidul Național-Țărănesc)-Maniu und  Antikommunist, wurde am 2. August 1958 in Gherla durch Erschießen hingerichtet.[13]
- Gavril Dejeu (* 1932), Bruder von Alexandru Dejeu, Mitglied der PNȚCD[14] war von 1996 bis 1998 Innenminister im Kabinett Victor Ciorbea.